# Ghostprutsers
'Ghostprutsers' is de naam van het 138ste album uit de reeks van De avonturen van Urbanus en verscheen in België. Het stripverhaal kwam van de hand van Willy Linthout.
In 'Ghostprutsers' gaat Urbanus op spoken jagen en noemt zijn firma "De Spookwasserij". Maar wanneer hij alleen maar manden vuile was krijgt, noemt hij zijn firma "Ghostprutsers". Pif de Zwif verandert in een bidsprinkhaan.